# Hội Cơ học Việt Nam
Hội Cơ học Việt Nam là tổ chức xã hội nghề nghiệp phi lợi nhuận của những người Việt Nam nghiên cứu và giảng dạy trong lĩnh vực cơ học.
Hội được thành lập ngày 5 tháng 8 năm 1982 tại Huế. Hiện nay, Hội có hơn 3000 hội viên đang giảng dạy nghiên cứu tại hơn 30 cơ quan đào tạo, nghiên cứu và ứng dụng cơ học. Hội được tổ chức thành 5 Hội chuyên ngành, 2 Hội địa phương và 10 chi hội. Hội Cơ học Việt Nam là tổ chức thành viên của Liên đoàn Quốc tế về Cơ học Lý thuyết và Ứng dụng (IUTAM) và Liên hiệp các Hội Khoa học và Kỹ thuật Việt Nam
- Trụ sở: số 264 phố Đội Cấn, phường Liễu Giai, quận Ba Đình, Hà Nội.
- Chủ tịch đầu tiên,người sáng lập ra Hội Cơ học Việt Nam,Giáo sư,Tiến sĩ khoa học, Viện sĩ Nguyễn Văn Đạo.
- Chủ tịch thứ 2: GS.TSKH, Trung tướng Nguyễn Hoa Thịnh
- Chủ tịch hiện nay là: GS.TSKH Nguyễn Tiến Khiêm, Viện Cơ học Việt Nam
- Các phó chủ tịch:

1. GS.TSKH Nguyễn Đình Đức, Đại học Quốc gia Hà Nội
2. GS.TS Trần Văn Nam, Giám đốc Đại học Đà Nẵng
3. GS.TS Đinh Văn Phong, Phó Hiệu Trưởng Đại học Bách Khoa Hà Nội
4. PGS.TS Lê Kỳ Nam, Phó Giám đốc Học viện Kỹ thuật Quân sự
5. GS.TS Trần Ích Thịnh, Chủ tịch Hội Cơ học Vật rắn
6. PGS.TS Hoàng Văn Huân, Chủ tịch Hội Cơ học Thủy Khí
7. PGS.TS Nguyễn Xuân Hùng, Chủ tịch Hội Cơ học Tính toán
8. PGS.TS Nguyễn Đăng Tộ, Trưởng ban Olympic Cơ học.

- Tổng thư ký: GS.TS. Trần Văn Liên, Trường Đại học Xây dựng.
- Chánh Văn phòng kiêm Phó Tổng Thư ký: PGS.TS Nguyễn Việt Liên, Viện Cơ học

## Hoạt động
- Hàng năm vào tháng 3, tháng 4, Hội Cơ học Việt Nam phối hợp với Bộ Giáo dục và Đào tạo tổ chức các cuộc thi Olimpic Cơ học sinh viên toàn quốc.
- Hội đã tổ chức thành công các hội nghị:

1. Hội nghị Cơ học Toàn quốc lần thứ I ngày 11-14/9/1966 tại Huế
2. Hội nghị Cơ học Toàn quốc lần thứ I ngày 24 - 26/2/1977 tại Hà Nội
3. Hội nghị Cơ học Toàn quốc lần thứ III ngày 3 - 6/ 8 / 1982 tại Huế
4. Hội nghị Cơ học Toàn quốc lần thứ IV ngày 20 -22 /1/ 1988 tại Hà Nội
5. Hội nghị Cơ học Toàn quốc lần thứ V vào ngày 3 - 5/15/1992 tại Hà Nội
6. Hội nghị Cơ học Toàn quốc lần thứ VI vào ngày 3-5/12/1997 tại Hà Nội
7. Hội nghị Cơ học Toàn quốc lần thứ VII vào ngày 18-20/12/2002 tại Hà Nội
8. Hội nghị Cơ học toàn quốc kỷ niệm 25 năm ngày thành lập Viện Cơ học vào ngày 8-9/4/2004
9. Hội nghị Cơ học toàn quốc lần thứ VIII vào tháng 12/2007 tại Hà Nội

- Hội thảo: "Một số vấn đề Cơ học ứng dụng trong sản xuất và quốc phòng", tổ chức tại Học viện Kỹ thuật Quân sự từ 30/5 đến 1/6 năm 1985.
- Trường hè Cơ học (Đồ Sơn - Hải Phòng) được Hội tổ chức từ 1/7 đến 6/7 năm 1986.
- Năm 2001, Hội nghị khoa học về sự cố công trình I được tổ chức vào ngày 23/11/2001
- Hội nghị khoa học về sự cố công trình II được tổ chức vào ngày 15/11/ 2003
- Năm 2003, Hội nghị Cơ học Thủy Khí Toàn quốc được tổ chức tại Đà Nẵng.
- Năm 2003, Hội thảo "Động lực học và điều khiển" được tổ chức tại Viện Cơ học Hà Nội vào tháng 9/2003.
- Hội nghị khoa học Cơ học thủy khí toàn quốc năm 2004, 20 - 23/7/2004 tại Hà Tiên
- Ngày 27/5/2005, Hội Cơ học Việt Nam tổ chức Hội thảo toàn quốc "Cơ học và khí cụ bay có điều khiển" lần thứ I tại Trung tâm Khoa học và Công nghệ Quân sự- Hà Nội.
- Hội nghị Cơ học Thủy khí quốc được tổ chức vào ngày 20-22/7/2005 tại Hạ Long
- Năm 2006, Hội đã tổ chức Hội nghị khoa học toàn quốc về Cơ học vật rắn biến dạng tại Hà Nội.
- Năm 2006, Hội đã tổ chức Hội nghị khoa học toàn quốc về Cơ kỹ thuật và Tự động hóa tại Trường Đại học Bách khoa Hà Nội.
- Hội nghị Khoa học Cơ học Thủy khí toàn quốc được tổ chức vào ngày 26-28/7/2005 tại Vũng Tàu.
- Ngày 26 đến ngày 28 tháng 7 năm 2007, Hội nghị Cơ học Thủy khí Toàn quốc được tổ chức tại Huế.
- Năm 2008, Hội đã tổ chức Hội nghị Khoa học Cơ học Thủy khí Toàn quốc tại Đại học Công nghệ- Đại học Quốc gia Hà Nội.
- Năm 2008, Hội đã tổ chức Hội nghị Cơ học Vật rắn Biến dạng.

## Các Hội chuyên ngành, địa phương và Cơ quan, đơn vị trực thuộc
- Hội Cơ học tính toán và mô phỏng
  - Chủ tịch: GS.TSKH. Nguyễn Tiến Khiêm, Viện Cơ học
  - Phó Chủ tịch: GS.TS. Trần Văn Nam
- Hội Cơ học vật rắn biến dạng
  - Chủ tịch: GS.TS Trần Ích Thịnh, Đại học Bách khoa Hà Nội.
  - Thư ký: PGS.TS, Đào Như Mai, Viện Cơ học
- Hội Động lực học và Điều khiển
  - Chủ tịch: GS.TSKH Nguyễn Văn Khang, Đại học Kinh doanh và Công nghệ Hà Nội.
  - Thư ký: PGS.TS Nguyễn Phong Điền.
- Hội Cơ học Thủy khí
  - Chủ tịch danh dự: GS, TSKH, AHLĐ Nguyễn Ân Niên
  - Chủ tịch: PGS.TS Hoàng Văn Huân
  - Phó chủ tịch kiêm tổng thư ký: PGS.TS Hà Ngọc Hiến
- Hội Cơ học Máy và Rô-bốt
  - Chủ tịch: PGS, TS Phan Bùi Khôi
  - Thư ký:
- Hội Cơ học Đất, Đá và Môi trường rời Việt Nam
  - Chủ tịch: GS.TS. Đỗ Như Tráng, Học viện Kỹ thuật Quân sự;
  - Phó chủ tịch kiêm Tổng thư ký: TS. Phạm Quốc Tuấn
- Hội Cơ học Hà Nội
- Chủ tịch: GS.TS. Nguyễn Văn Phó, Trường Đại học Xây dựng
- Thư ký: PGS. Khổng Doãn Điền, Trường Đại học Thủy lợi
- Hội Cơ học Thành phố Hồ Chí Minh
- Chủ tịch: PGS.TS. Nguyễn Quốc Thái, Đại học SPKT TP HCM
- Thư ký: PGS.TS.
- Viên nghiên cứu và Phát triển công nghệ mới (trụ sở Tp. HCM)
- Liên hiệp khoa học sản xuất Nhiệt - Thủy - Khí động (Trụ sở tại: 264 Đội Cấn, Hà Nội)
- Trung tâm huấn luyện và Phổ biến Cơ học (Trụ sở: 94 Bạch Đằng, Hà Nội)

## Hợp tác quốc tế
- Hội Cơ học Việt Nam là thành viên của Liên đoàn Quốc tế về Cơ học Lý thuyết và Ứng dụng (IUTAM).
- Hội Cơ học Máy là thành viên của Hội Cơ học Máy quốc tế (IFTOMM).
- Hội Cơ học đá Việt Nam là thành viên của Hội Cơ học đá và Công trình Quốc tế (ISRM).

## Lãnh đạo Hội Cơ học qua các thời kỳ
Từ khóa I đến khóa V
- Nguyễn Văn Đạo: Chủ tịch sáng lập, Giáo sư, Tiến sĩ Khoa học.
- Nguyễn Hoa Thịnh: Phó chủ tịch thường trực Giáo sư, TSKH, Nhà giáo nhân dân, Trung tướng.
- Đỗ Sanh: Phó chủ tịch kiêm Tổng thư ký, Giáo sư, TSKH, Nhà giáo nhân dân,
- Nguyễn Văn Điệp: Phó chủ tịch, Giáo sư, Tiến sĩ Khoa học.
- Đào Huy Bích: Phó chủ tịch, Giáo sư, Tiến sĩ Khoa học.
- Nguyễn Thiện Phúc: Phó chủ tịch, Giáo sư, Tiến sĩ Khoa học.
- Phạm Phú Lý: Phó chủ tịch, phó giáo sư, tiến sĩ.

Khóa VI (2007-2012): 
- Nguyễn Hoa Thịnh: Giáo sư, TSKH, Nhà giáo nhân dân, Trung tướng.